# Horses
Az 1975-ös Horses Patti Smith  debütáló nagylemeze. Az album mérföldkőnek számít a New York-i punk történetében. Szerepel az 1001 lemez, amit hallanod kell, mielőtt meghalsz című könyvben.

## Az album dalai
| 1. | Gloria: In Excelsis Deo Gloria | Patti Smith Van Morrison        | 5:56 |
| 2. | Redondo Beach                  | Smith, Richard Sohl, Lenny Kaye | 3:26 |
| 3. | Birdland                       | Smith, Sohl, Kaye, Ivan Král    | 9:15 |
| 4. | Free Money                     | Smith, Kaye                     | 3:51 |

| 1. | Kimberly                                          | Smith, Allen Lanier, Kral                | 4:26 |
| 2. | Break It Up                                       | Smith, Tom Verlaine                      | 4:04 |
| 3. | Land: Horses Land of a Thousand Dances La Mer(de) | Smith Chris Kenner, Antoine Domino Smith | 9:25 |
| 4. | Elegie                                            | Smith, Lanier                            | 2:56 |

## Közreműködők
- Patti Smith – gitár, vokál
- Richard Sohl – zongora
- Lenny Kaye – gitár
- Ivan Král – gitár,  basszusgitár
- Jay Dee Daugherty – dob